# ГЕС Нам-Нгум 2
ГЕС Нам-Нгум 2 — гідроелектростанція у північно-західній частині Лаосу. Знаходячись перед ГЕС Нам-Нгум 1, становить верхній ступінь каскаду на річці Нам-Нгум, лівій притоці Меконгу (впадає до Південно-Китайського моря на узбережжі В'єтнаму). Станом на другу половину 2010-х років ще вище по течії велись підготовчі роботи для спорудження ГЕС Нам-Нгум 3.
У межах проекту річку перекрили кам'яно-накидною греблею з бетонним облицюванням висотою 185 метрів та довжиною 470 метрів, яка потребувала 9 млн м3 матеріалу. На час її спорудження воду відвели за допомогою двох тунелів діаметром по 11,7 метра з довжиною 1,1 км та 1,2 км. Гребля утримує сховище з площею поверхні 100 км2 та об'ємом 4,23 млрд м3 (корисний об'єм 2,43 млрд м3), в якому припустиме коливання рівня поверхні в операційному режимі між позначками 345 та 375 метрів НРМ.
Із водосховища через тунель довжиною 0,5 км з діаметром 10,7 метра вода потрапляє до трьох водоводів завдовжки по 0,3 км зі спадаючим діаметром від 6,2 до 5,35 метра. Останні живлять розташовані в наземному машинному залі три турбіни типу Френсіс потужністю по 205 МВт. При напорі у 159,5 метра це обладнання виробляє 2,2 млрд кВт-год електроенергії на рік.
Для видачі продукції спорудили 95 км ЛЕП, розрахованих на роботу під напругою 230 та 500 кВ.
Учасниками проекту є таїландська SouthEast Asia Energy (SEAN) та місцева Electricite Du Laos (EDL) з частками 75 % та 25 % відповідно. Вся продукція ГЕС призначається для експорту до Таїланду.